# Fritz Adler (Archivar)
Walther Fritz Adler (* 26. April 1889 in Dresden; † 24. Juni 1970 in Marburg) war ein deutscher Archivar und Museumsdirektor in der Hansestadt Stralsund.

## Leben
Fritz Adler war der Sohn des Dresdner Textilkaufmanns Friedrich Oskar Adler. Er studierte an den Universitäten in Grenoble, München, Edinburgh und Leipzig Romanistik, Literatur und Kunstgeschichte. Er wurde nach seinem Studium, das er als Dr. phil. beendete, im Jahr 1919 vom Rat der Stadt Stralsund zum Direktor der ab November 1919 im Aufbau befindlichen Volkshochschule verpflichtet und war zudem für das Stralsunder Stadtarchiv sowie das Provinzialmuseum für Neuvorpommern und Rügen verantwortlich, später auch für die am 13. Januar 1920 eröffnete Stadtbibliothek. Er betreute die Volkshochschule bis 1924. Unter Adler wurde die 1900 gegründete Volksbücherei aufgelöst, ihre Bestände wurden in die Stadtbibliothek überführt.  Für seine Verdienste um die kulturellen deutsch-schwedischen Beziehungen erhielt er den Wasa-Orden. Er war Mitglied der Gesellschaft für pommersche Geschichte und Altertumskunde sowie Vorsitzender der Arbeitsgruppe Pommerscher Heimatmuseen.
Nach der Machtergreifung der Nationalsozialisten lehnte er einen Beitritt zur NSDAP zunächst ab. In dieser Zeit wurde er stark kritisiert, z. B. wegen einer Ausstellung von Werken der Künstlerin Käthe Kollwitz. Vorübergehend wurden Adlers Veröffentlichungen in wissenschaftlichen Bibliotheken gesperrt. Nach der Lockerung der Mitglieder-Aufnahmesperre der NSDAP wurde Adler im Mai 1937 Anwärter der NSDAP, Mitglied wurde er nie.
1936 gab Fritz Adler die Leitung der Stadtbibliothek ab. Ab 1939 wurden ihm verstärkt Verwaltungsaufgaben in der Stadt Stralsund übertragen, u. a. die Leitung der Wohnungsfürsorge, einer Abteilung des Einwohnermeldeamtes und der Grundstücksverwaltung. In Stralsund erwarb er sich aufgrund seines hohen Engagements bei der Leitung dieser Institutionen hohe Anerkennung. Er veröffentlichte zahlreiche Schriften und Bücher zur Heimatgeschichte Stralsunds und Pommerns. Er hatte nach Ausbruch des Zweiten Weltkrieges entscheidenden Anteil an der Auslagerung von Museumsbeständen wie dem Hiddenseer Goldschmuck. Nach dem Zweiten Weltkrieg wurde Adler Leiter des Dezernates Kultur und Volksbildung in Stralsund. 1947 gab er diese Funktion auf und widmete sich dem Stadtarchiv und der Stadtbibliothek; die Landesregierung ernannte ihn zum Bezirkskonservator für Vorpommern und Rügen.
Unter der Anschuldigung, Agent der Geheimen Staatspolizei gewesen zu sein und illegale Beziehungen in die gerade gegründete Bundesrepublik Deutschland sowie zu den USA zu unterhalten, wurde Fritz Adler am 4. November 1950 von der sowjetischen Staatspolizei verhaftet und verhört. Er verpflichtete sich, für den Geheimdienst zu arbeiten.
Eine Dienstreise nach Westdeutschland am 18. November 1950 nutzte Adler, um in der Bundesrepublik zu bleiben. In Frankfurt am Main arbeitete er am Goethe-Haus. Nach seiner Pensionierung zog er 1958 mit seiner Frau nach Marburg, wo er an der Universitätsbibliothek arbeitete.

## Werke
- Das Werk Ernst Hardts. Ratsbuchhandlung L. Bamberg, Greifswald 1921.
- Aus Stralsunds Vergangenheit. In: Fritz Adler, Martin Wehrmann (Hrsg.): Pommersche Heimatkunde. 4 Bände. Verlag Dr. Karl Moninger, Greifswald 1923
- Waldemar Bonsels. Sein Weltbild und seine Gestalten. Rütten & Loening, Frankfurt am Main 1925
- Stralsund. (Deutsche Lande – Deutsche Kunst), Deutscher Kunstverlag, Berlin 1928
- Westpommern. (Deutsche Lande – Deutsche Kunst), Deutscher Kunstverlag, Berlin 1928.
- Mönchgut. Das Bild einer Volkskultur auf Rügen. Universitätsverlag Ratsbuchhandlung L. Bamberg, Greifswald 1936.
- Aus Stralsunds Geschichte. Carl Meinckes Buchhandlung, Inh.: H. Bucksch, Stralsund 1937.